# Гобсек
«Гобсе́к» — повесть Оноре де Бальзака 1830 года, впоследствии вошедшая в «Сцены частной жизни» цикла «Человеческая комедия».

## Сюжет
Историю ростовщика Гобсека стряпчий Дервиль рассказывает в салоне
виконтессы де Гранлье — одной из самых знатных и богатых дам в аристократическом Сен-Жерменском предместье Парижа. Её дочь Камилла выказывает расположение молодому графу Эрнесту де Ресто. Когда он уходит, виконтесса говорит дочери, что этот брак невозможен, так как у графа нет никакого состояния, а его мать — дочь простолюдина Горио и известная мотовка.
Дервиль говорит, что положение скоро изменится и молодой граф унаследует громадное состояние — от ростовщика Гобсека. С беспощадным стариком Гобсеком (род. 1740) Дервиль познакомился в молодости, в 1816 году, они были соседями.
Около 1819 года Гобсек рассказывает об одном из своих дел: графиня де Ресто ради своего любовника Максима де Трая начинает подписывать векселя. Спустя четыре года она доходит до крайности и закладывает фамильные бриллианты. После ухода любовников к Гобсеку врывается муж графини с требованием вернуть заклад. Дервиль предлагает решить вопрос миром, а Гобсек советует графу передать всё своё имущество надёжному человеку путём фиктивной продажной сделки: это якобы единственный способ спасти от разорения хотя бы детей. Граф принимает совет и начинает с помощью Дервиля осуществлять эту операцию, выбрав в качестве конфидента самого Гобсека.

Дервиль, так и не получив встречной расписки о фиктивности сделки, узнаёт, что граф де Ресто тяжело болен. Графиня, чувствуя подвох, делает всё, чтобы не допустить адвоката к мужу. К этому моменту графиня уже убедилась в подлости Максима де Трая и порвала с ним. Она столь ревностно ухаживает за умирающим мужем, что многие склонны простить ей прежние грехи — на самом деле она только хочет получить наследство. Граф умирает в 1824 году, а на следующий день в дом являются Гобсек и Дервиль. Их глазам предстаёт жуткое зрелище: в поисках завещания графиня бросает в огонь бумаги, адресованные Дервилю, — имущество графа тем самым безраздельно переходит во владение Гобсека. На все мольбы Дервиля сжалиться над раскаявшейся графиней и её детьми он отвечает, что несчастье — лучший учитель.
Миром правит золото, а золотом правит ростовщик
К концу жизни скупость Гобсека обращается в манию — он ничего не продаёт, боясь продешевить, в его доме скапливается огромное количество испорченной еды. Он умирает, оставив свое состояние внучатой племяннице (дочери Сары из «Кузины Бетты» и героини «Блеск и нищета куртизанок»), при этом молодому графу де Ресто вернутся его деньги.

## История создания
Сначала повесть называлась «Опасности беспутства» («Les Dangers de l’inconduite»). Под таким заглавием она полностью вышла в апреле 1830 года в первом томе «Сцен частной жизни». 1-я глава её была опубликована ранее, в феврале 1830 года, под заглавием «Ростовщик» («L'Usurier») на страницах журнала «Мода». 
В 1835 году повесть вышла новым изданием в первом томе «Сцен парижской жизни», где была озаглавлена «Папаша Гобсек» («Papa Gobseck»). Наконец, в 1842 году Бальзак включил её в «Сцены частной жизни» первого издания «Человеческой комедии» под заглавием «Гобсек».
В первоначальном виде повесть была разделена на главы: «Ростовщик», «Адвокат» и «Смерть мужа». Названия глав подчеркивали наиболее важные части произведения.

## В России
На русский язык повесть переводилась неоднократно:
Дореволюционные:
- Ростовщик. (Парижские нравы).-- «С.-Петербургский вестн.», 1831, No XLVI-XLVII, с. 149—161; No XLVIII, с. 180—183.
- Опасности порочной жизни. Пер. В. Б. и Л. К.-- В кн.: Бальзак О. Сцены из частной жизни, изд. г. Бальзаком. Ч. 2. СПб., 1832, с. 1—155.
- Отрывок из сцены: Опасности порочной жизни. Ростовщик.-- В кн.: Расскащик, или Избранные повести иностр. авторов, изд. Н. Гречем. Ч. 1. СПб., 1832, с. 214—236.
- Гобзек. Пер. В. Мосоловой.-- В кн.: Бальзак О. Собр. соч. В 20-ти т. Т. 19. СПб., 1899, с. 239—288.

Советские:
- Гобсек. Пер. И. Б. Мандельштама. Пг.-М., «Книжный угол», 1924; то же. В кн.: Бальзак О. Гобсек. Л., 1925, с. 3-81.
- Гобсек. Пер. К. Г. Локса.-- В кн.: Бальзак О. Собр. соч. Под общ. ред. А. В. Луначарского и Е. Ф. Корша. T. 1. М.-Л., 1933, с. 116—167.
- Гобсек. Сокр. пер. в обработ. Л. Левашовой. М., Журн.-газ. объединение, 1936. 64 с. (Б-ка «Огонек». No 13—14 (928—929).
- Гобсек. Пер. под ред. Б. А. Грифцова.-- В нн.: Бальзак О. Новеллы и рассказы. T. 1. М.-Л., 1937, с. 21—104.
- Пер. Н. Немчиновой:
  - Гобсек. Пер. Н. Немчиновой. Под ред. А. С. Кулишер.-- В кн.: Бальзак О. Избранные сочинения. Л., 1949, с. 372—418; то же. 1951, с. 437—498.
  - Гобсек. Пер. Н. Немчиновой. [Ред. С. Емельяников].-- В кн.: Бальзак О. Рассказы. М., 1950, с. 7—66.
  - Гобсек. Пер. Н. И. Немчиновой. Под ред. А. В. Федорова.-- В кн.: Французская новелла XIX в. М.-Л., 1950, с. 105—151; 755—756.
  - Гобсек. Пер. Н. И. Немчиновой. Под ред. Н. Я. Рыковой и А. В. Федорова.-- В кн.: Французская новелла XIX в. T. 1. М.-Л., 1959, с. 499—546; 704—705.
  - Гобсек. Пер. Н. Немчиновой.-- В кн.: Бальзак О. Собр. соч. В 15-ти т. Т. 3. Человеческая комедия. Сцены частной жизни. ([Пер. под ред. В. Дынник]. М., 1952, с. 254—314.
  - Гобсек. Пер. Н. Немчиновой. [Под ред. О. Лозовецкого].-- В кн.: Бальзак О. де. Повести и рассказы. В 2-х т. T. 1. М., 1959, с. 60—120.

## Экранизации
- 1923 — «Гобсек», Германия, режиссёр Preben Rist, в ролях Otto Gebühr, Evi Eva[2]
- 1936 — «Гобсек», СССР, режиссёр Константин Эггерт.
- 1985 — «Gobseck», чехословацкий телеспектакль.[3]
- 1987 — «Гобсек», СССР, Молдова-фильм, режиссёр Александр Орлов.